# Princeton, Minnesota
Princeton är en ort i Mille Lacs County, och Sherburne County, i Minnesota. Vid 2010 års folkräkning hade Princeton 4 698 invånare.

## Kända personer från Princeton
- Rod Grams, politiker